# 虎尾蒿蕨
虎尾蒿蕨（学名：Ctenopteris subfalcata）为禾叶蕨科蒿蕨属下的一个种。